# Morphopsis biakensis
Morphopsis biakensis är en fjärilsart som beskrevs av James John Joicey och Talbot 1916. Morphopsis biakensis ingår i släktet Morphopsis och familjen praktfjärilar. Inga underarter finns listade i Catalogue of Life.